# Kennet Chase Hoyte
Kenneth Chase (Panamá, Panamá; 19 de mayo de 1993) es un futbolista panameño que juega como extremo en el Colón C-3 FC en la Liga Panameña de Fútbol. Debutó a la edad de 19 años el 28 de abril de 2013 en un Clásico Nacional frente a Plaza Amador en el Estadio Rommel Fernández en la última jornada de la Clausura 2013. Recibe el apodo de Papa Chan a la edad de 5 años en honor al cantante de reggae Ricardo Chambers que falleció en el año 2000. Es oriundo del barrio de San Joaquín en el corregimiento de Pedregal famoso por otros futbolistas como [Luis Tejada] Su Ídolo de Siempre(futbolista) este último del cual se declara fanático.
Dentro de sus logros, ha sido campeón en 1 vez con Tauro FC de la mano del técnico Rolando Palma, además logró un título en el Torneo de Reservas (Sub-19) con el mismo entrenador. Pertenece al equipo albinegro desde los 12 años de edad. Suma 5 goles como jugador profesional.

## Clubes
| Club                       | País   | Año       |
| -------------------------- | ------ | --------- |
| Tauro FC                   | Panamá | 2013-2015 |
| Chepo FC                   | Panamá | 2015      |
| FC Alianza                 | Panamá | 2015-2016 |
| Tauro FC                   | Panamá | 2016      |
| Chorrillo Fútbol Club      | Panamá | 2016-2017 |
| América Futebol Clube (PE) | Brasil | 2017-2018 |
| Atlético Veragüense        | Panamá | 2018      |
| Santa Gema FC              | Panamá | 2018-2019 |

### Campeonatos nacionales
| Título            | Club     | País   | Año  |
| ----------------- | -------- | ------ | ---- |
| LPF Apertura 2013 | Tauro FC | Panamá | 2013 |